# Opisthoxia pamphilaria
Opisthoxia pamphilaria là một loài bướm đêm trong họ Geometridae.